# Omphalodes verna
Omphalodes verna és una espècie de planta herbàcia perenne amb rizoma de la familia Boraginàcia.

## Etimologia
El nom del gènere Omphalodes deriva de la paraula grega omphalòs, que significa melic, fent referència a la forma dels seus fruitets, mentre que l'epítet específic verna deriva del llatí vernus, que es refereix al fet que floreix aviat en la temporada.

## Descripció

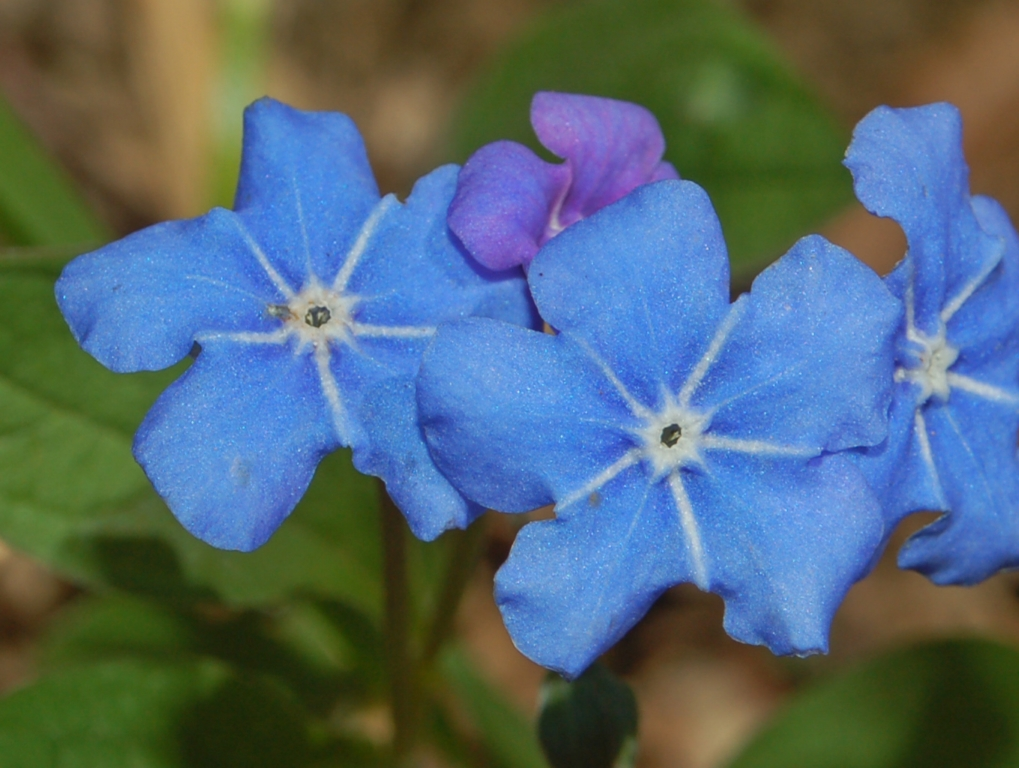
Flors

Omphalodes verna pot arribar a fer 20 - 30 cm d'alt. Aquesta planta té una tija que serpenteja pel sòl. És un hemicriptòfit.
Floreix de març a maig.
Es cultiva com planta ornamental i es propaga fàcilment per les llavors. No s'ha de confondre amb l'espècie similar Myosotis sparsiflora de la qual es diferencia per la forma dels fruits.

## Distribució
Es presenta al sud-est d'Europa, però no arriba als Pirineus. També es troba al Quebec.

## Hàbitat
Típicament a l'ombra dels arbres en els boscos frescos de muntanya i en matollars. Arriba fins a una altitud de 1.300 m.

## Galeria

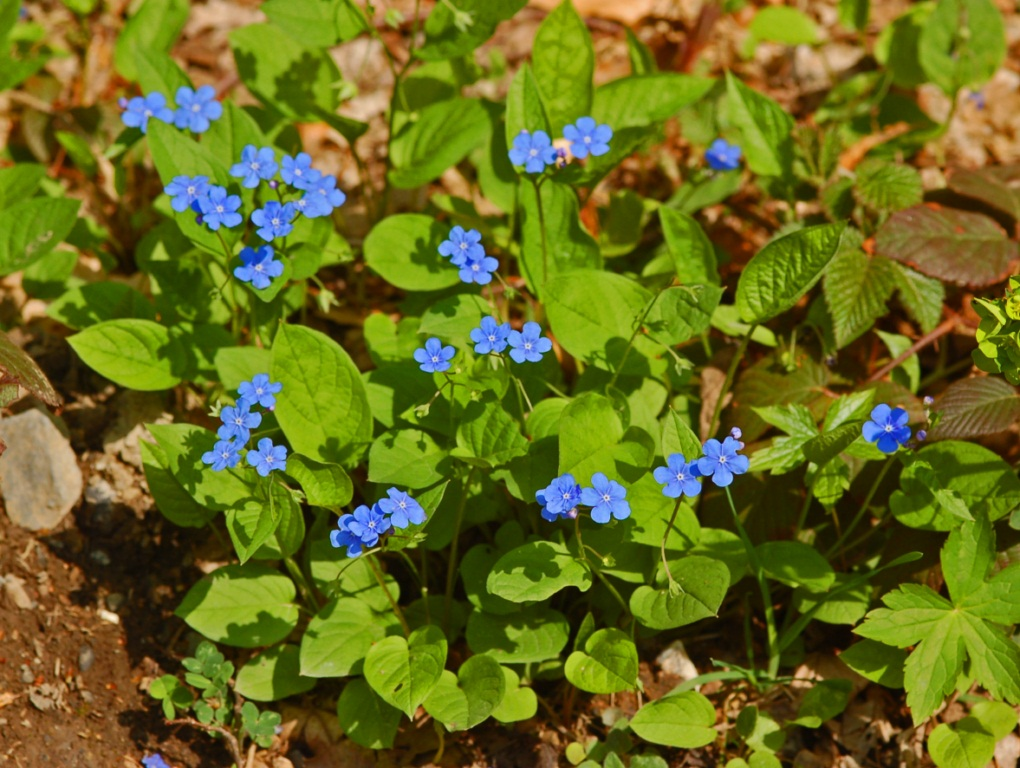
Plantes d'Omphalodes verna
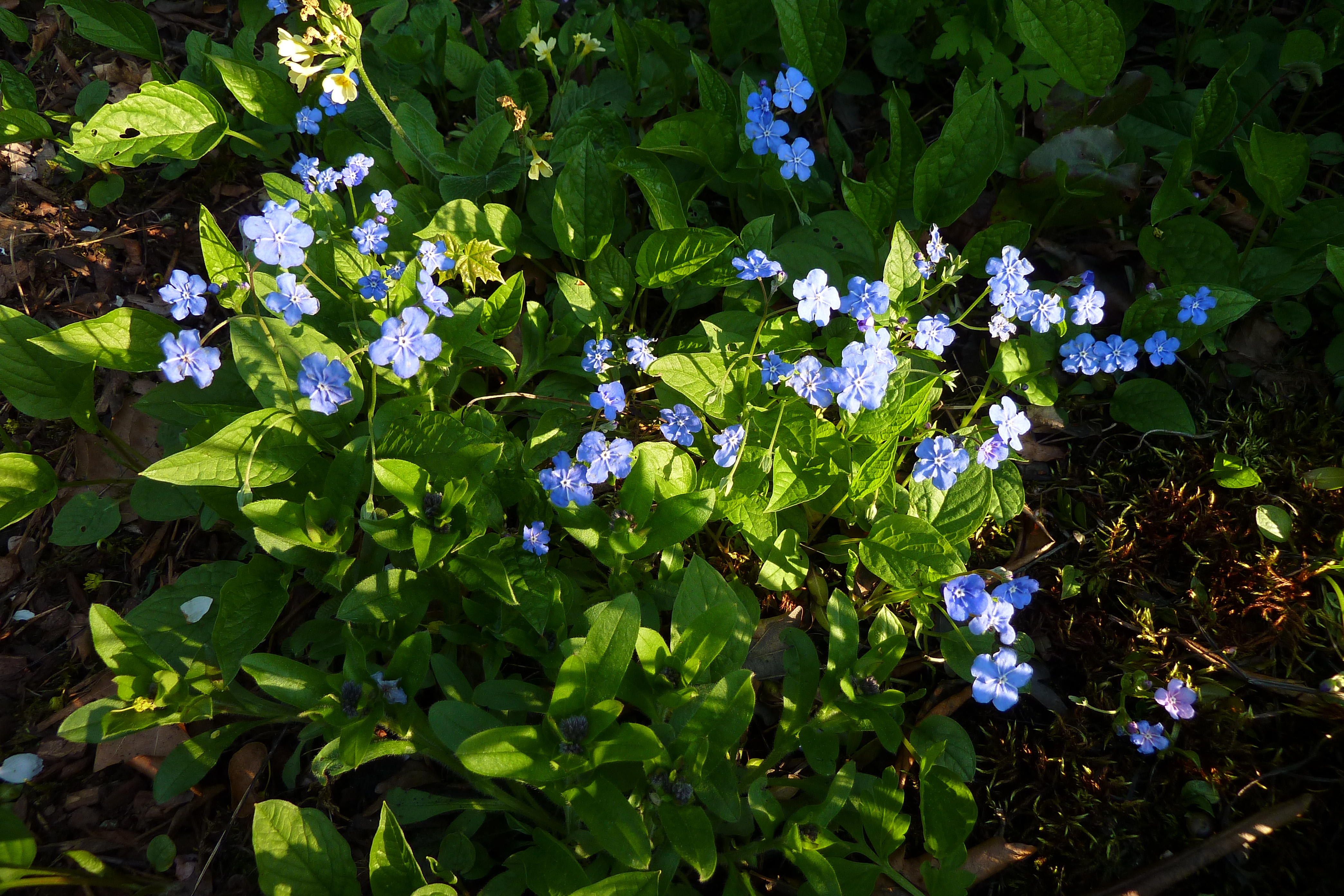
Plantes
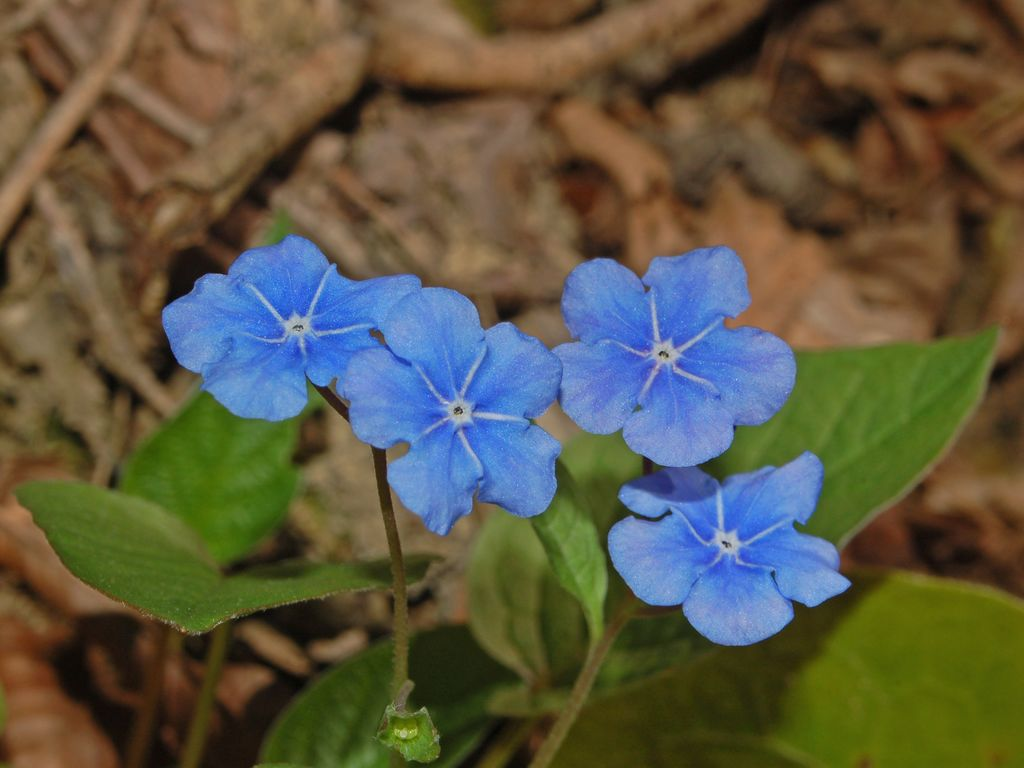
Flors d'Omphalodes verna
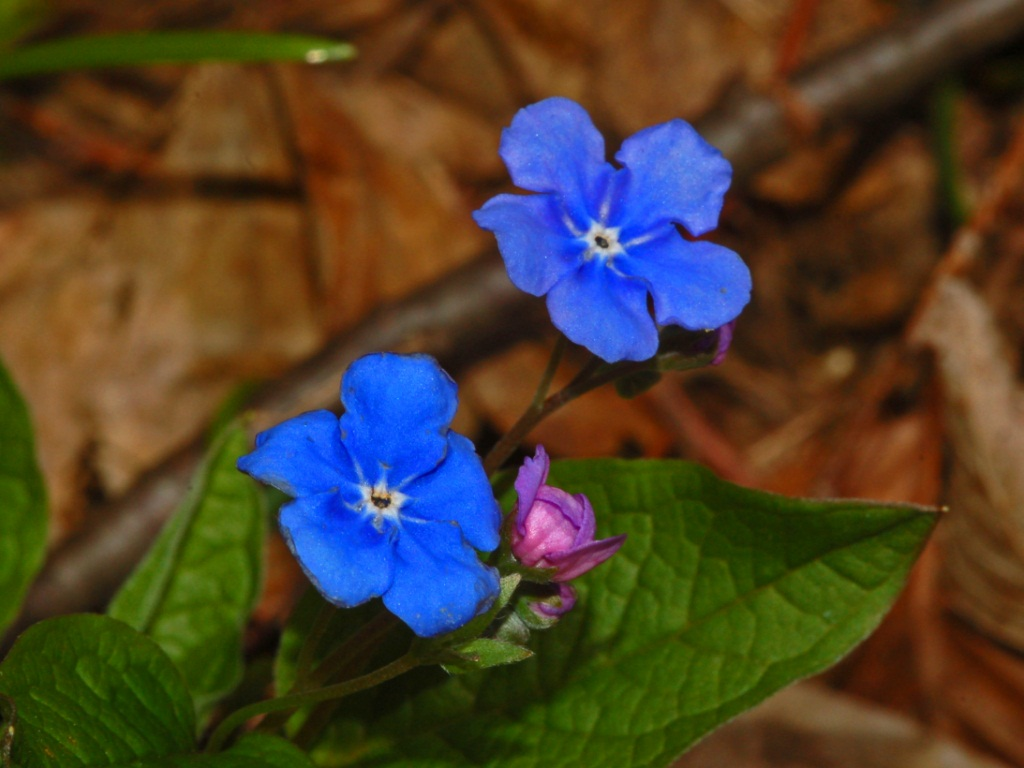
Flors d'Omphalodes verna
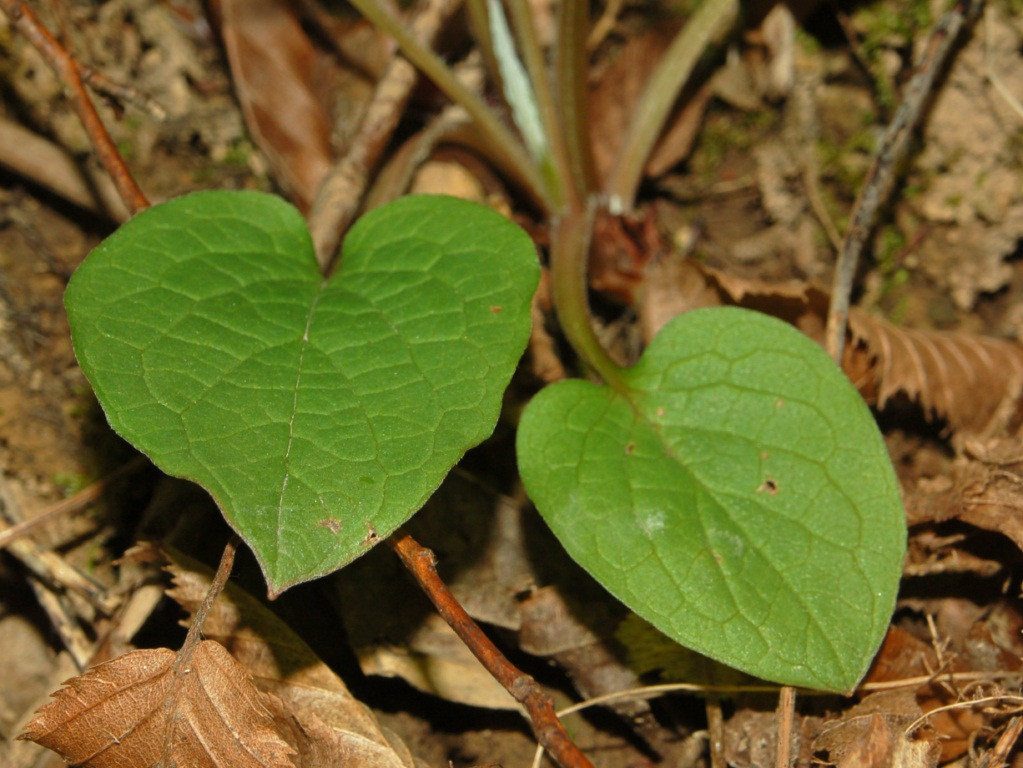
Fulles d'Omphalodes verna